# فرودگاه کت لیک
فرودگاه کت لیک (به انگلیسی: Cat Lake Airport) یک فرودگاه همگانی با کد یاتا YAC است که یک باند فرود شن دارد و طول باند آن ۱٬۲۰۸ متر است. این فرودگاه در کشور کانادا قرار دارد و در ارتفاع ۴۱۰ متری از سطح دریا واقع شده‌است.